# Admeto (mitologia)
Admeto (in greco antico: Ἄδμητος?, Àdmētos) è un personaggio della mitologia greca re di Fere in Tessaglia; fu anche sposo di Alcesti. Figlio di re Ferete, da cui la città prende nome, fu uno degli Argonauti e prese parte alla caccia al Cinghiale Calidonio. Era celebre per la sua ospitalità e per il suo senso di giustizia.
Il più famoso dei figli di Admeto fu Eumelo, suo successore, che guidò un contingente da Fere per combattere nella guerra di Troia. Gli si attribuisce un altro figlio, che porta il nome del nonno, il quale accompagnò il fratello nella guerra di Troia.

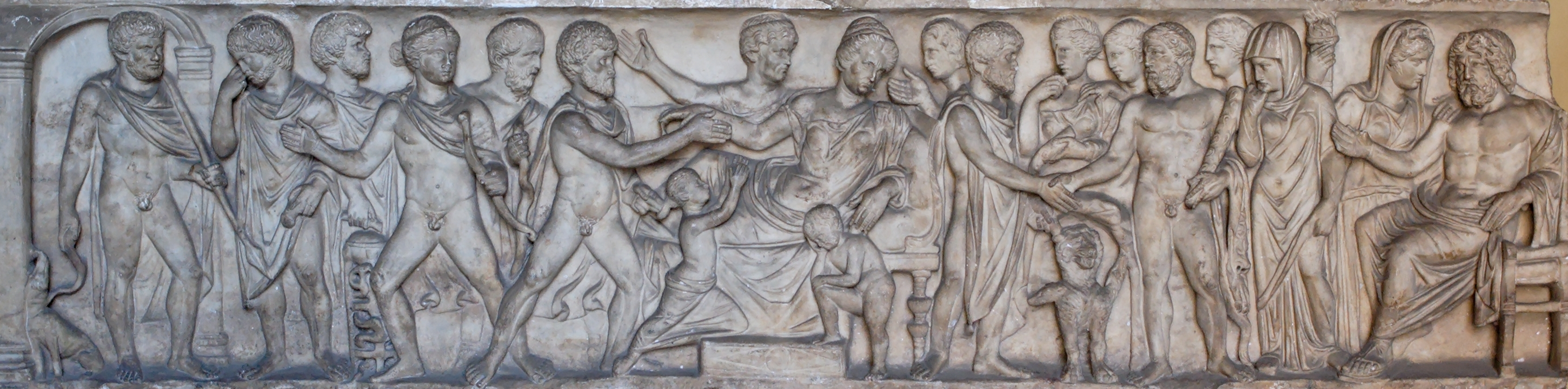
Scena con Admeto e Alcesti, dal Sarcofago di C. Junius Euhodus e Metilia Acte, da Ostia, marmo, 170 (Roma, Musei Vaticani).

## Apollo
Quando Apollo venne condannato dagli dèi per aver ucciso i Ciclopi, imponendogli di essere servitore di un umano per nove anni, essi scelsero la casa di Admeto, ed Apollo divenne il suo pastore, curandone anche i cavalli. Apollo rimase così stupito del trattamento benevolo di Admeto che il dio gli fece dono di far partorire a tutte le sue mucche dei gemelli.

## Alcesti

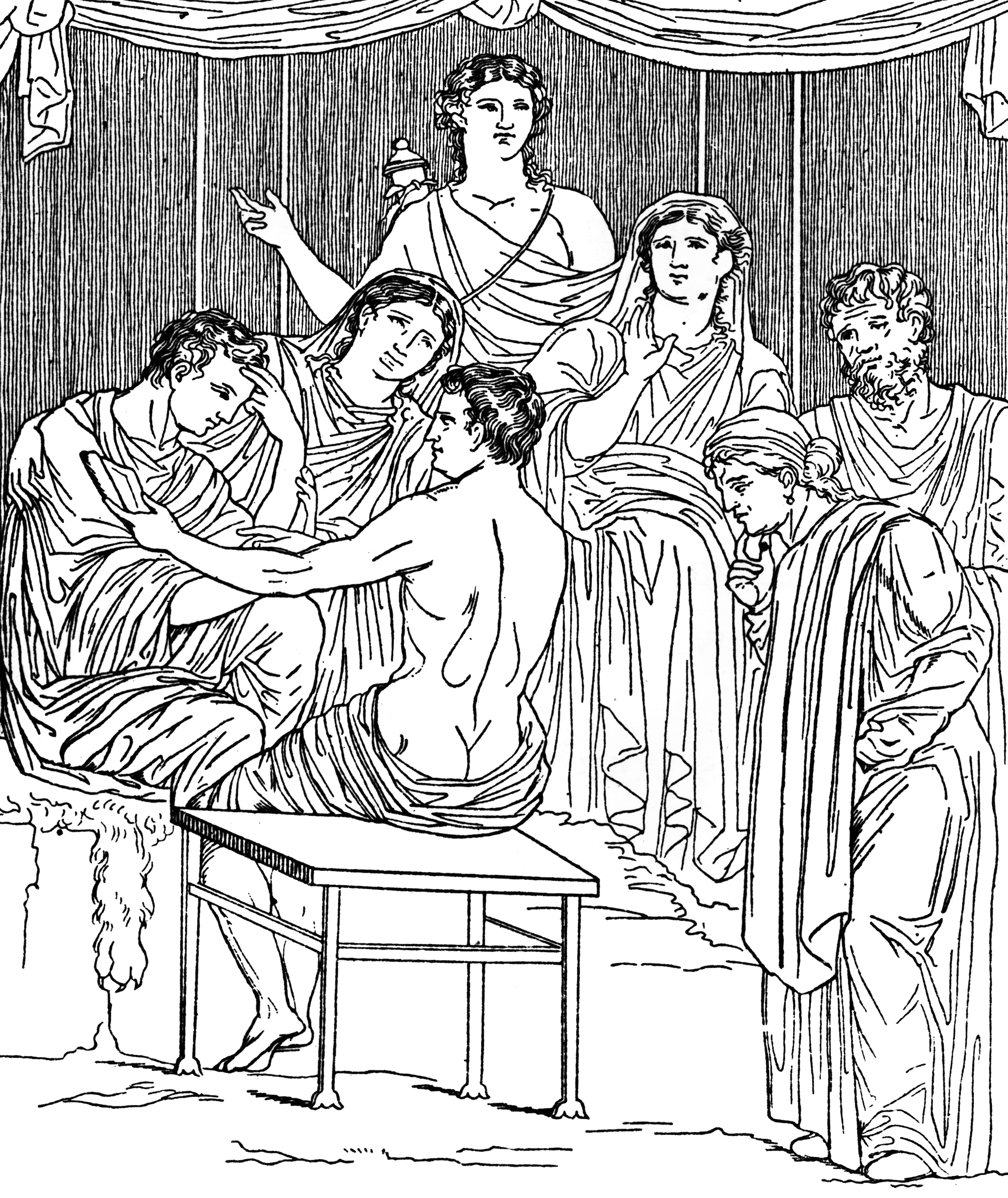
Admeto deve morire, da Charles Mills Gayley, "The Classic Myths in English Literature and in Art", Ginn and Company, Boston 1893.

Apollo aiutò Admeto ad ottenere la mano della principessa Alcesti, figlia di Pelia re di Iolco. Alcesti aveva così tanti pretendenti che Pelia stabilì per loro un compito apparentemente impossibile: per ottenere la mano di Alcesti avrebbero dovuto legare al giogo di una biga un cinghiale ed un leone. Apollo imbrigliò gli animali, e Admeto guidò la biga fino a Pelia, riuscendo così a sposare Alcesti. Admeto, comunque, si dimenticò di fare sacrificio ad Artemide. La dea, offesa, riempì la camera nuziale di serpenti, e nuovamente Apollo giunse in aiuto di Admeto: gli consigliò di effettuare un sacrificio ad Artemide e, una volta fatto, la dea tolse i serpenti.
L'aiuto più grande che Apollo diede ad Admeto fu di persuadere le Moire a rimandare il giorno della sua morte. Apollo fece ubriacare le Moire, e queste accettarono il rinvio se Admeto fosse stato in grado di trovare qualcuno che morisse al suo posto. Admeto credette inizialmente che uno dei suoi anziani genitori sarebbe stato lieto di prendere il posto del figlio, ma così non fu. Quando questi non si mostrarono disponibili, fu sua moglie Alcesti a scegliere di morire al suo posto. Alle esequie Admeto rimprovera il padre Ferète per non essersi offerto di morire al posto di Alcesti, ma Ferète ritorce su Admeto l'accusa di vigliaccheria. La scena della morte viene descritta nell'Alcesti di Euripide, dove Tanato, il dio della morte, conduce Alcesti negli Inferi. Mentre Alcesti vi discende, Admeto scopre di non voler più vivere. La situazione venne salvata da Eracle, che si riposava a Fere mentre era in cammino alla ricerca delle cavalle di Diomede, mangiatrici di uomini. Venuto a conoscenza della situazione di Admeto, Eracle discese negli Inferi per salvare Alcesti. Lottò quindi con Thanatos fin quando il dio accettò di liberare la donna, che fu ricondotta nel mondo dei mortali.
Una spiritosa ripresa moderna del mito è costituita dal racconto Per chi filano le tre vecchiette?, contenuto nelle Novelle fatte a macchina di Gianni Rodari.